# Fanny Leander Bornedal
Fanny Bornedal nacida Fanny Leander Borndal el 24 de julio de 2000 es una actriz danesa. Fanny es la hija de Ole Bornedal.

## Filmografía
| Año  | Título                     | Rol            | notas               |
| ---- | -------------------------- | -------------- | ------------------- |
| 2007 | Solo otra historia de amor | Clara          |                     |
| 2009 | Vie Os Fra Det Onde        | Viola          |                     |
| 2014 | 1864                       | Inge (12 años) | Serie de televisión |
| 2016 | El otro mundo              | Anna           | Serie de televisión |
| 2018 | El puente                  | Julia          | Serie de televisión |
| 2018 | Diario 64                  | Nete           | Película            |
| 2020 | Equinoccio                 | Amelia         | Serie de Televisión |
| 2022 | Una sombra en mi ojo       | Teresa         | Película            |